# Klin (Námestovo)
Klin es un municipio del distrito de Námestovo en la región de Žilina, Eslovaquia, con una población estimada a final del año 2024 de 2549 habitantes.
Se encuentra ubicado al norte de la región, cerca del curso alto del río Váh (cuenca hidrográfica del Danubio), de los montes Tatras y de la frontera con Polonia.

## Demografía
| Año        | 1994 | 2004     | 2014     | 2024    |
| ---------- | ---- | -------- | -------- | ------- |
| Población  | 1821 | 2036     | 2342     | 2549    |
| Diferencia |      | +11,80 % | +15,02 % | +8,83 % |

| Año        | 2023 | 2024    |
| ---------- | ---- | ------- |
| Población  | 2555 | 2549    |
| Diferencia |      | −0,23 % |